# Albert Détraz
Albert Détraz, né le 25 avril 1920 à Barberaz (Savoie) et mort le 11 août 2016 dans le 12e arrondissement de Paris,, est un responsable syndical CFTC/CFDT, où il fut un des acteurs de la déconfessionnalisation.

## Biographie
Albert Détraz est le fils d’un père savoyard et d’une mère originaire de Champagne, qui se sont connus durant la Grande Guerre. Sa mère travaillait comme couturière et son père avait notamment été wattman à Lyon.
Il est apprenti ébéniste dans le quartier parisien du faubourg Saint-Antoine avant de s'engager pendant la Seconde Guerre mondiale dans la JOC, bien qu'il ne soit pas particulièrement pratiquant. Il s'engage ensuite dans la CFTC et en devient vite un des responsables de la fédération du Bâtiment, au sein de la tendance incarnée par les cahiers Reconstruction, hostile au cléricalisme qu'il dénonce chez Gaston Tessier et ses proches.
À la fin des années 1950, il participe avec Paul Vignaux à la création de l’Union des forces démocratiques, tentative de regroupement de la gauche non-communiste.
En 1961, il rejoint Eugène Descamps et devient permanent confédéral. Engagé contre la Guerre d'Algérie, il voit son appartement faire l'objet d'un plasticage de l'OAS.
Il est un des acteurs du congrès extraordinaire qui se tient au Palais des Sports les 6 et 7 novembre 1964 et transforme la CFTC en CFDT.
Albert Détraz participe en Mai 1968 à l'engagement de la CFDT dans le soutien à l'autogestion. Il est un des fondateurs en 1973, avec Pierre Rosanvallon de la revue CFDT Aujourd’hui et participe aux Assises du socialisme.
Albert Détraz quitte l'année suivante ses fonctions syndicales pour entrer à l'Agence nationale pour l’amélioration des conditions de travail, où il reste jusqu'en 1980. Il rejoint alors le Centre d’études littéraires et scientifiques appliquées (CELSA), rattaché à l’Université Paris IV, où il enseigne l’histoire du syndicalisme et dont il est un temps directeur adjoint.
À la retraite, il se montre critique contre certaines positions de la CFDT, qu'il qualifie de « dérive opportuniste et droitière ».